# Road music
Road music, es un programa de televisión argentino producido y emitido por C5N. Es conducido por Bárbara Simons.
Comenzó a emitirse el sábado 7 de noviembre de 2015 en el horario de las 21 a 21:30.

## Conductores
- Bárbara Simons (7 de noviembre de 2015) - Presente.